# Sot de Chera
Sot de Chera, en castillan et officiellement (Sot de Xera en valencien), est une commune d'Espagne de la province de Valence dans la Communauté valencienne. Elle est située dans la comarque de Los Serranos et dans la zone à prédominance linguistique castillane.

## Géographie

Localisation de Sot de Chera
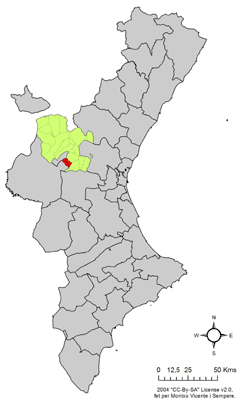
dans la Communauté valencienne.
dans la comarque de Los Serranos.

### Localités limitrophes
Le territoire communal de Sot de Chera est voisin de celui des communes suivantes :
Loriguilla, Chulilla, Gestalgar et Chera, toutes situées dans la province de Valence.

## Démographie
| 1990 | 1992 | 1994 | 1996 | 1998 | 2000 | 2002 | 2004 | 2005 | 2007 | 2008 |
| ---- | ---- | ---- | ---- | ---- | ---- | ---- | ---- | ---- | ---- | ---- |
| 327  | 292  | 319  | 283  | 275  | 340  | 349  | 381  | 392  | 428  | 441  |

### Sources
- (es) Cet article est partiellement ou en totalité issu de l’article de Wikipédia en espagnol intitulé « Sot de Chera » (voir la liste des auteurs).